# Headless Cross
Headless Cross — чотирнадцятий студійний альбом гурту Black Sabbath, представлений 24 квітня 1989 року на лейблі I.R.S. Records. Другий альбом гурту, у записі якого взяв участь вокаліст Тоні Мартін та перший із Козі Павеллом.

## Список пісень
| #  | Назва                                                          | Тривалість |
| -- | -------------------------------------------------------------- | ---------- |
| 1. | «The Gates of Hell»                                            | 1:06       |
| 2. | «Headless Cross»                                               | 6:29       |
| 3. | «Devil & Daughter»                                             | 4:44       |
| 4. | «When Death Calls»                                             | 6:55       |
| 5. | «Kill in the Spirit World»                                     | 5:11       |
| 6. | «Call of the Wild»                                             | 5:18       |
| 7. | «Black Moon»                                                   | 4:06       |
| 8. | «Nightwing»                                                    | 6:35       |
| 9. | «Cloak and Dagger» (додаткова композиція спеціального видання) | 4:37       |